# Stierberg (Gemeinde Langschlag)
Stierberg ist eine Ortschaft und eine Katastralgemeinde der Marktgemeinde Langschlag im Bezirk Zwettl in Niederösterreich.
Er liegt nördlich von Langschlag an der Landesstraße L7297 nach Nonndorf, zum Katastralgemeindegebiet zählt auch die nordöstlich liegende Rotte Rauhof.

## Geschichte
Der Ort wurde 1311 zum ersten Mal schriftlich als Stirberkch iuxta Gerungs erwähnt, 1374 trug er dann den Namen Styerberch.
Im Eintrag der Josephinischen Fassion aus Jahre 1786/87 gab es im heutigen Ort 9 Häuser.
Im Jahr 1822 wurde der Ort als Dorf mit 12 Häusern genannt, das nach Langschlag eingepfarrt war, wohin auch die Kinder eingeschult wurden. Die Herrschaft Großpertholz besaß die Ortsobrigkeit und besorgte die Konskription. Die Landgerichtsbarkeit wurde von der Herrschaft Weitra ausgeübt. Die Untertanen und Grundholde des Ortes gehörten der Herrschaft Großpertholz zusammen mit der Herrschaft Weitra.
Nach der Entstehung der Ortsgemeinden 1849 wurde der Ort eine Katastralgemeinde der Ortsgemeinde Langschlag.
1884 wurde die Kapelle im Ort errichtet, seit 1932 besteht die Freiwillige Feuerwehr im Ort.
Am 27. September 1883 wird der Ort durch Abspaltung von der Gemeinde Langschlag eine eigenständige Gemeinde, zu dieser zählten dann auch die Katastralgemeinden Kasbach, Koggschlag, Mittelberg, Schmerbach und Streith mit Streithof sowie der Rauhof.
Laut Adressbuch von Österreich waren im Jahr 1938 in der Ortsgemeinde Stierberg ein Eierhändler, zwei Landesproduktehändler und ein Landwirt mit Direktvertrieb ansässig.
Im Zuge der Niederösterreichischen Kommunalstrukturverbesserung wurde der Ort durch die Auflösung der Gemeinde Stierberg am 1. Januar 1967 ein Teil der Gemeinde Langschlag.

## Siedlungsentwicklung
Zum Jahreswechsel 1979/1980 befanden sich in der Katastralgemeinde Stierberg insgesamt 20 Bauflächen mit 8.383 m² und 8 Gärten auf 746 m², 1989/1990 gab es 20 Bauflächen. 1999/2000 war die Zahl der Bauflächen auf 53 angewachsen und 2009/2010 bestanden 31 Gebäude auf 54 Bauflächen.

## Bodennutzung
Die Katastralgemeinde ist landwirtschaftlich geprägt. 128 Hektar wurden zum Jahreswechsel 1979/1980 landwirtschaftlich genutzt und 69 Hektar waren forstwirtschaftlich geführte Waldflächen. 1999/2000 wurde auf 122 Hektar Landwirtschaft betrieben und 74 Hektar waren als forstwirtschaftlich genutzte Flächen ausgewiesen. Ende 2018 waren 114 Hektar als landwirtschaftliche Flächen genutzt und Forstwirtschaft wurde auf 75 Hektar betrieben. Die durchschnittliche Bodenklimazahl von Stierberg beträgt 16,8 (Stand 2010).